# Cantus 427
De Cantus 427 is een driedelig elektrisch treinstel van het type Stadler FLIRT. Het acroniem FLIRT staat voor Flinker Leichter Innovativer Regional-Triebzug met lagevloerdeel voor het regionaal personenvervoer van Cantus Verkehrsgesellschaft.

## Geschiedenis
Het treinstel werd in 2006 besteld voor het regionaal personenvervoer van het noordoostelijke net in de Duitse deelstaat Hessen. Het treinstel werd ontwikkeld en gebouwd door Stadler Rail te Berlin-Pankow (Duitsland).

## Constructie en techniek
Het treinstel is opgebouwd uit een aluminium frame. Het treinstel is uitgerust met luchtvering. Er kunnen tot vier eenheden gekoppeld worden.

## Nummers
De treinen zijn door Cantus Verkehrsgesellschaft als volgt genummerd:
- 427 001 - 007
- 427 051 - 057

## Treindiensten
De treinen van de Cantus worden vanaf december 2006 ingezet op de volgende trajecten:
- R1 Göttingen–Eichenberg–Hann. Münden–Kassel, Halle-Kasseler Eisenbahn
- R5 Kassel–Melsungen–Bebra–Bad Hersfeld–Fulda, Friedrich-Wilhelms-Nordbahn, Spoorlijn Warburg - Kassel en Spoorlijn Frankfurt - Göttingen
- R6 Bebra–Herleshausen–Eisenach, Thüringer Bahn
- R7 Göttingen–Eichenberg–Eschwege–Bebra, Spoorlijn Frankfurt - Göttingen

## Foto's

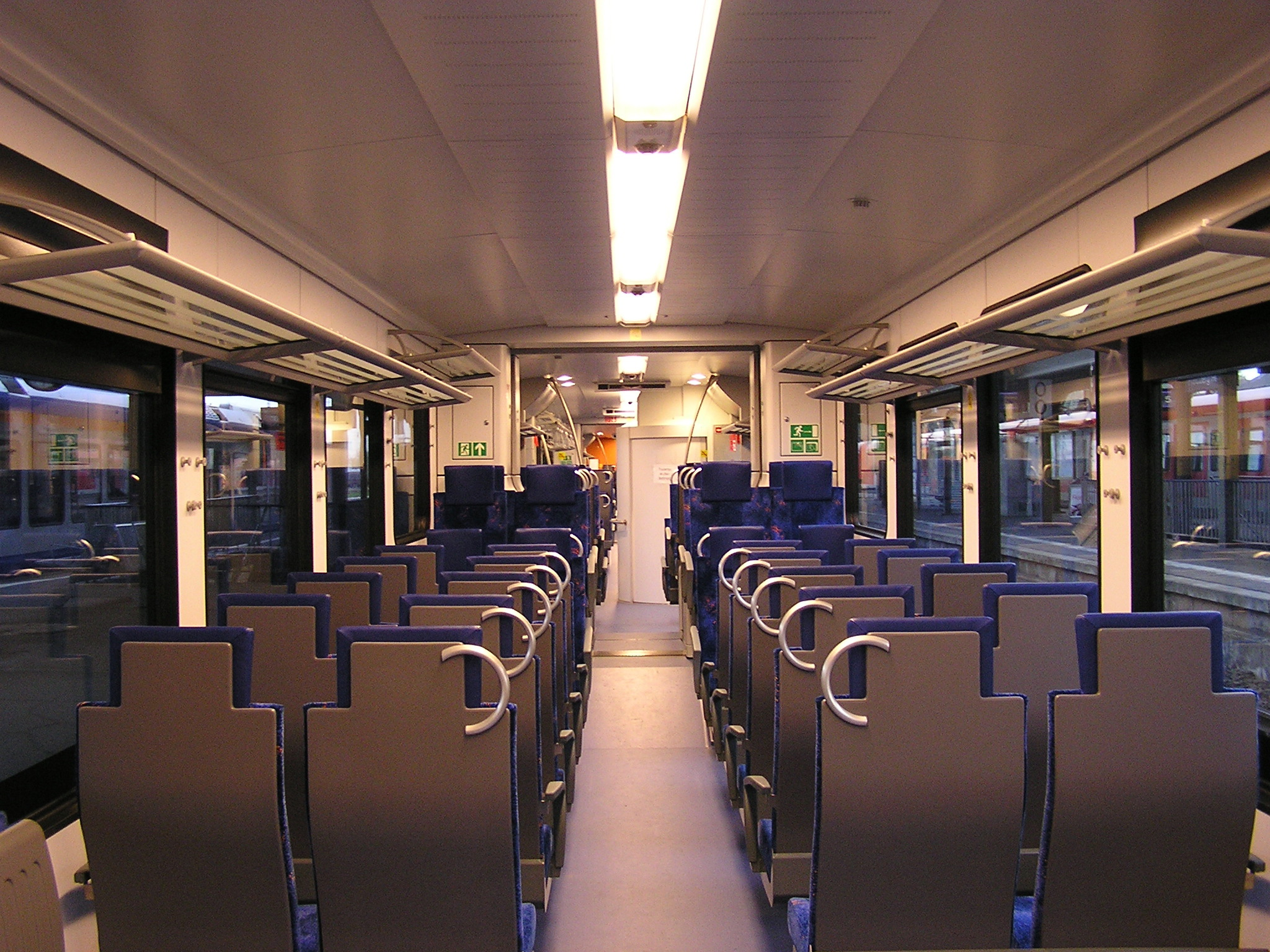